# Notholmen (del av Skåldö, Raseborg)
Notholmen är en halvö i Finland.   Den ligger i landskapet Nyland, i den södra delen av landet, 90 km väster om huvudstaden Helsingfors.